# Сазонов, Сергей Дмитриевич
Серге́й Дми́триевич Сазо́нов (29 июля [10 августа] 1860, Рязанская губерния — 11 декабря 1927, Ницца) — российский государственный деятель, гофмейстер Двора Его Императорского Величества (06.12.1910), Министр иностранных дел Российской империи в 1910—1916 годы, дворянин, землевладелец Рязанской губернии.

## Семья
Сергей Дмитриевич происходил из старинной провинциальной дворянской семьи Сазоновых.
- Отец: Сазонов, Дмитрий Фёдорович (1825 — после 1860) — штабс-капитан.
- Мать: баронесса Ермиония Александровна Фредерикс.
- Брат: Сазонов, Николай Дмитриевич (1858—1913) — государственный, общественный и земский деятель, член Государственной Думы 3-го созыва, землевладелец, коннозаводчик, в должности гофмейстера Высочайшего Двора.
- Жена: Нейдгарт Анна Борисовна (1868—1939) — сестра Ольги Борисовны Нейдгарт (1859—1944), жены П. А. Столыпина.

Детей не было.

## Биография
Сергей Дмитриевич родился 29 июля (10 августа) 1860 года в имении своих родителей в Рязанской губернии.
Историк А. В. Игнатьев упоминает о том, что в юности Сергей «одно время думал избрать духовную карьеру», но «окончание Александровского лицея (где он, впрочем, не проявил выдающихся способностей) открыло перед ним дипломатическое поприще».
В 1883 году Сазонов поступил на службу в Министерство иностранных дел.
В 1890 году он прибыл в Лондон, где стал вторым секретарём посольства.
В 1894 году Сергей Дмитриевич был назначен секретарём русской миссии при Ватикане, где работал под руководством А. П. Извольского — одного из наиболее способных дипломатов того времени. Значение отношений с папским престолом определялось наличием довольно многочисленного в России католического населения, прежде всего в польско-литовских землях. Императорская миссия стремилась проводить применительно к Ватикану гибкую линию, учитывая, по возможности, его пожелания относительно интересов российских католиков. С. Д. Сазонов, выступая верным помощником А. П. Извольского, зарекомендовал себя умелым и исполнительным чиновником. Это весьма пригодилось ему позднее, когда Александр Петрович Извольский стал министром иностранных дел.
В Ватикане С. Д. Сазонов прослужил 10 лет, после чего в 1904 году получил назначение советником посольства в Лондоне. Послом в то время был граф А. К. Бенкендорф, большой поклонник всего английского. Лондонская среда была уже не новой для С. Д. Сазонова, и он легко адаптировался к ней. Иногда ему приходилось заменять посла в качестве поверенного в делах и напрямую соприкасаться с «большой политикой».
Осенью 1904 года С. Д. Сазонов приложил немало усилий для урегулирования Гулльского инцидента, когда эскадра вице-адмирала З. П. Рожественского, направлявшаяся на Дальний Восток, обстреляла в районе банки Доггер английские рыболовные суда, что едва не привело к крупному британско-русскому военному конфликту. 12 ноября удалось заключить временное соглашение, подписанное министром иностранных дел России В. Н. Ламсдорфом и британским послом в Петербурге Ч. Гардингом. С. Д. Сазонову пришлось также вести сложные переговоры с британским министром иностранных дел Г. Лансдауном по поводу англо-тибетского договора от 7 сентября 1904 г., нарушавшего обещания Великобритании не оккупировать тибетскую территорию и не вмешиваться во внутреннее управление этой страной.
С марта 1906 года — министр-резидент при папе римском.
22 апреля 1907 года получил чин действительного статского советника.
26 мая 1909 года, после так называемого «скандала Бухлау», назначен товарищем (заместителем) министра иностранных дел на место отправленного послом в Константинополь Николая Чарыкова, чтобы усилить внешний контроль за деятельностью министра Извольского.

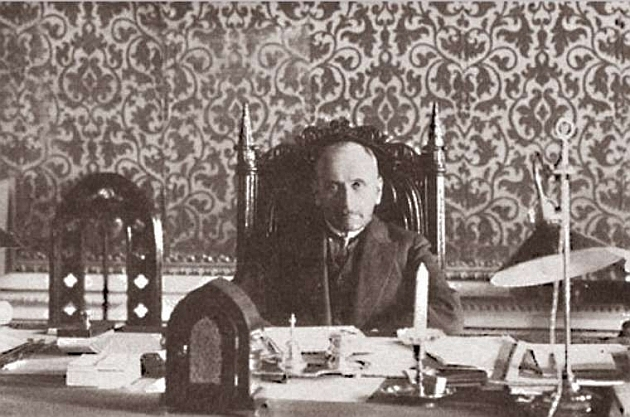
В рабочем кабинете, 1910-е

С 4 сентября 1910 года управляющий МИД Российской империи.
С 8 ноября 1910 года — министр иностранных дел. Занял должность министра иностранных дел благодаря содействию П. А. Столыпина. В Совете министров принадлежал к либеральному крылу.
1 января 1913 года назначен членом Государственного совета.
1 августа 1914 года принял от германского посла ноту об объявлении войны.

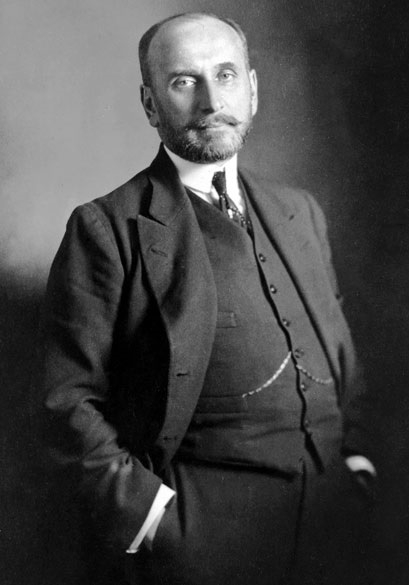
С. Д. Сазонов

7 июля 1916 года замена Сазонова на посту главы внешнеполитического ведомства Б. В. Штюрмером была воспринята лидерами Прогрессивного блока как вызов общественному мнению. Формальной причиной увольнения была настойчивость Сазонова в вопросе о провозглашении Россией независимости Польши. Среди других причин называли антантофильство и тенденцию к соглашению с Прогрессивным блоком в Государственной думе.
После увольнения — гофмейстер и член Государственного совета.
12 января 1917 года назначен послом в Великобританию, но в связи с Февральской революцией к месту службы выехать не успел.
После Октябрьской революции активный участник Белого движения.
В 1918 году входил в состав Особого совещания при главнокомандующем Вооружёнными силами Юга России А. И. Деникине.
В 1919 году — министр иностранных дел Всероссийского правительства А. В. Колчака и А. И. Деникина, был членом Русского политического совещания, которое, по замыслу лидеров Белого движения, должно было бы представлять интересы России на Парижской мирной конференции. После — деятель эмиграции.

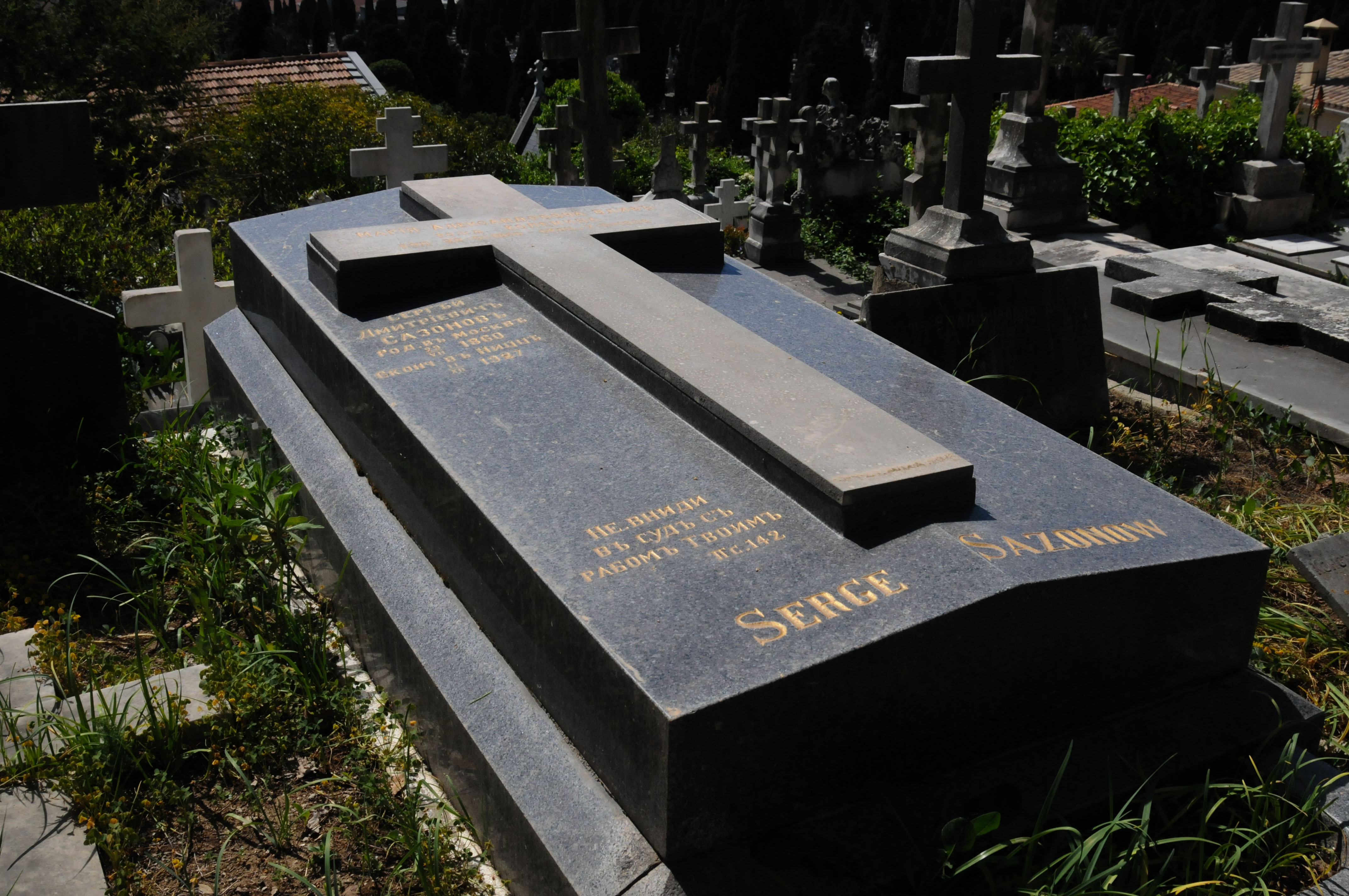
Могила Сергея Дмитриевича Сазонова и Марии Александровны Олив (рожд. Колеминой). Ницца, Русское кладбище Кокад.

В 1927 году опубликовал свои «Воспоминания», описывающие его деятельность на посту товарища министра и министра иностранных дел Российской империи.
Несколько лет провёл в Польше, где ему вернули его имение под Белостоком в знак признательности за симпатии к Польше.
Скончался в ночь с 23 на 24 декабря 1927 года в Ницце, похоронен на Русском кладбище Кокад.

## Награды
Российские:
- Орден Святой Анны 3-й степени (02.04.1895);
- Орден Святого Станислава 2-й степени (13.04.1897);
- Орден Святой Анны 2-й степени (09.04.1900);
- Орден Святого Владимира 4-й степени (06.04.1903);
- Орден Святого Станислава 1-й степени (18.04.1910);
- Орден Святой Анны 1-й степени (25.03.1912);
- Орден Святого Владимира 2-й степени (21.02.1913);
- Высочайший рескрипт (03.06.1913);
- Светло-бронзовая медаль за труды по отличному выполнению всеобщей мобилизации 1914 г. (13.04.1915);
- Орден Белого орла (10.04.1916)[7].

Иностранные:
- Папский орден Святого Григория Великого 1-й степени (1909);
- Бухарский орден Искандер-Салис (1910);
- Прусский орден Красного орла, большой крест (1910);
- Итальянский орден Святых Маврикия и Лазаря, большой крест (1910);
- Сербский орден Белого орла 1-й степени (1911);
- Болгарский орден Святого Александра 1-й степени (1911);
- Китайский орден Двойного Дракона 1-го класса 3-й степени (1911);
- Японский орден Восходящего солнца 1-й степени с цветами пауловнии (1911);
- Черногорский орден князя Даниила I 1-й степени (1912);
- Шведский орден Серафимов (05.07.1912)[8];
- Румынский орден Карла I 1-й степени (1913);
- Саксонский орден Альбрехта с золотой звездой, большой крест (1913);
- Монгольский орден Вачира 1-й степени (1914);
- Британский орден Бани, большой крест (19.10.1916)[9].

## Мнения современников
В. А. Сухомлинов в своих мемуарах пишет о Сазонове следующее: «Занимаемому им положению министра иностранных дел он был обязан прежде всего родственным связям и единомыслию в восточной политике с Извольским и великим князем Николаем Николаевичем».

## Киновоплощение
- 1971 — «Николай и Александра», В роли Сергея Сазонова — Майкл Редгрейв.